# Allan Wallberg

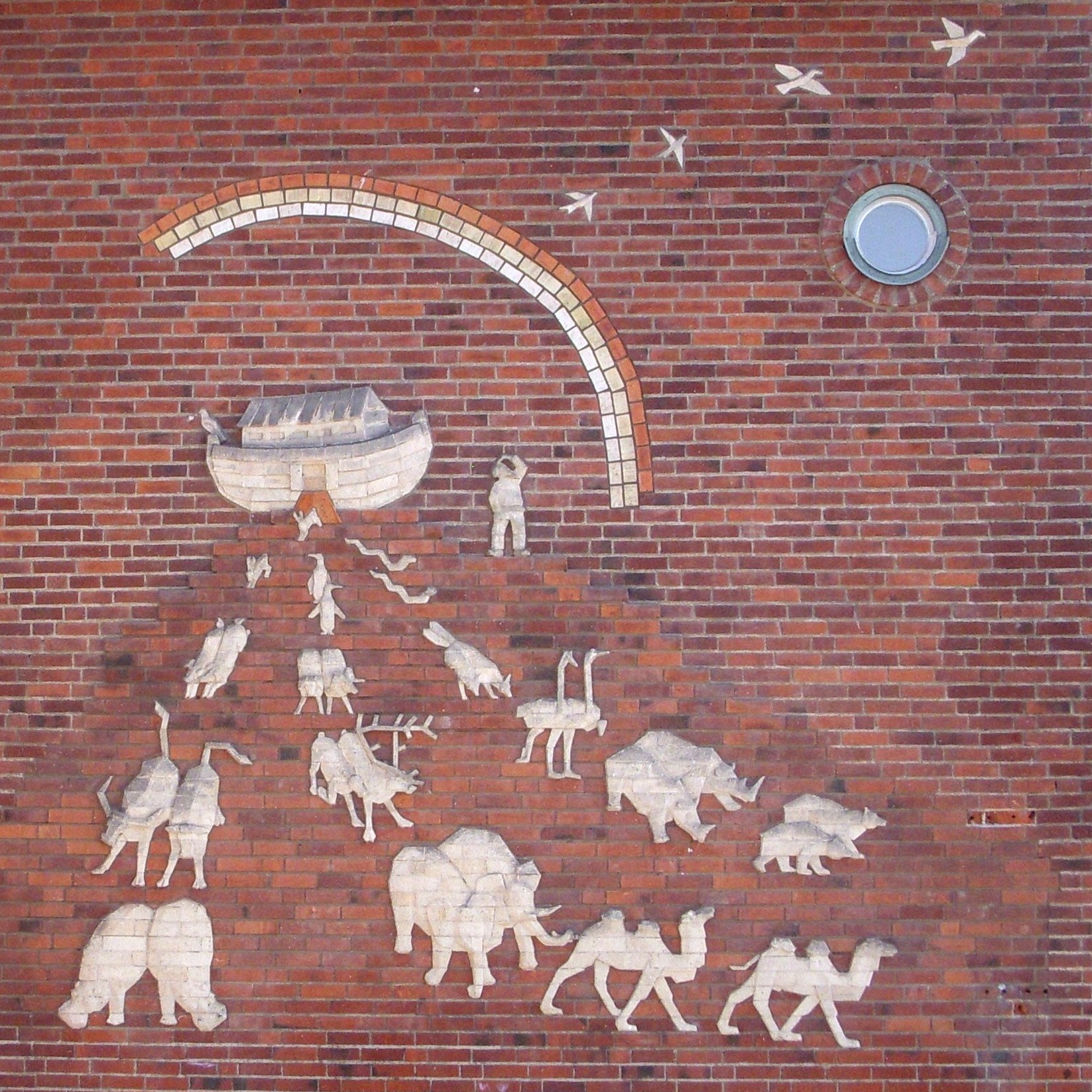
Noas ark på Sköndalsskolan

Allan Fredrik Wallberg, född 15 november 1909 i Boden i Överluleå församling i Norrbottens län, död 14 juli 1974 i Lidingö församling i Stockholms län, var en svensk skulptör, möbelhantverkare och yrkeslärare.

## Biografi
Allan Wallberg var son till lokföraren Carl Anton Wallberg och Anna Kristina Johnsson och från 1938 gift med textilläraren Maud Nan Birgitta Trägårdh. Efter avslutad skolgång studerade han möbelsnickeri vid Kiruna praktiska ungdomsskola 1924–1928 och möbelarkitektur för Carl Malmsten 1930–1931 och vid Slöjdföreningens skola i Göteborg 1935–1937 samt vid Yrkespedagogiska centralanstalten i Stockholm 1937. Han studerade privat för John Lundqvist 1944–1945 och som extraelev till Eric Grate vid Kungliga konsthögskolan i Stockholm 1945–1947. Han arbetar först som möbelhantverkare och från början av 1930-talet som lärare vid yrkesskolor i Kiruna och Uddevalla för att i slutet av 1930-talet övergå till att arbeta som möbelarkitekt och formgivare i Älmhult. Sedan mitten av 1940-talet arbetade han så gott som uteslutande med sin skulpturala konst. Till en början blev det mest mindre föremål utförda i gips, brons eller marmor med ett flertal porträtt av konstnärskollegor för att senare övergå till monumentala kompositioner. Han blev känd för sina förenklade porträtt och reliefer i naturalistisk stil. Bland hans offentliga utsmyckningar märks Laestadius byst i Pajala och Samestayn i Gällivare samt reliefer på Uppsala stadsteater, lasarettet i Kiruna och fasadutsmyckningar på Sköndalsskolan (invigd 1953) i Stockholm. Sköndalsskolans tegelfasader smyckade han med  bland annat en serie mindre tegelmotiv, exempelvis en segelbåt, en häxa, en julbock, en hopprepshoppande flicka och en kort dikt: "a b c - 1953". På huvudbyggnaden återfinns den stora reliefen "Noas ark". Enligt Riksantikvarieämbetet ger Wallbergs utsmyckningar skolbyggnaden ett stort konstnärligt värde. Ett av hans sista arbeten var altarets krucifix i Kangos kyrka (invigd 1974). Tillsammans med Gunnar von Gegerfelt och Sten Ljung ställde han ut på Östgöta nation i Uppsala 1949 och han medverkade i samlingsutställningar i bland annat Älmhult och Kiruna. Han var representerad några gånger i Sveriges allmänna konstförenings salonger i Stockholm och i Lidingösalongerna samt utställningen Kiruna i konsten.